# Otto Wagner
Pour les articles homonymes, voir Otto Wagner (homonymie) et Wagner.
Otto Koloman Wagner, né le 13 juillet 1841 à Penzing, un quartier de Vienne, et mort le 11 avril 1918 à Vienne, est un architecte autrichien, actif principalement dans la ville de Vienne. Ses bâtiments Art nouveau et ses écrits sur l'urbanisme lui forgèrent une renommée mondiale.

## Biographie
Otto Koloman Wagner est né le 13 juillet 1841 à Penzing, dans la banlieue de Vienne. Son père Rudolf Siemeon Wagner, notaire de la cour auprès de la chancellerie de Hongrie, et sa mère Susanne vivaient dans un milieu grand-bourgeois. Rudolf Wagner décéda d'une maladie des poumons lorsque son fils n'avait que cinq ans (probablement la principale raison du lien très fort qui unissait Otto à sa mère). Malgré les difficultés financières causées par la mort du père, Otto reçut une bonne formation. Il fréquenta pendant deux ans à partir de 1850 le lycée académique de Vienne puis celui du couvent de Kremsmünster. Entre 1857 et 1862, il étudia à l'Académie royale d'architecture à Berlin et à Vienne, d'abord à l'Institut polytechnique, puis à l'Académie des beaux-arts, où August Sicard von Sicardsburg et Eduard van der Nüll furent ses professeurs. En 1862, âgé de 21 ans, il entra à l'atelier de Heinrich von Förster (de) après un stage pratique dans la maçonnerie. Il s'intégra alors dans le cercle des proches de Ludwig Förster (en) et Theophil von Hansen et commença à élaborer lui-même des projets de constructions de style historiciste dès 1864. Son premier grand succès fut la victoire au concours pour la construction du Kursalon dans le Stadtpark de Vienne. Cependant, c'est un autre projet qui fut réalisé. En 1879, il réalisa la décoration de la célébration des noces d'argent du couple impérial. En 1880, il conçut le projet Artibus, un quartier de musées monumental pour Vienne. Les travaux de ses premières années (essentiellement des villas et maisons de location, pour lesquelles il était aussi souvent maître d'ouvrage) sont assez peu documentés. 
C'est en 1895 qu'il publie un ouvrage Architecture moderne dans lequel il expose ses positions et sa volonté de délaisser les styles du passé au profit des nouvelles exigences urbaines et démographiques. Il est alors professeur à l'Académie des beaux-arts de Vienne.
En 1897, Arthur von Scala devint le directeur du musée de l'art et de l'industrie (aujourd'hui musée des arts appliqués) et y embaucha Otto Wagner ainsi que Felician Myrbach, Koloman Moser, Josef Hoffmann et Alfred Roller, aussi rattachés à l'école des métiers de l'art (aujourd'hui université des arts appliqués). L'année suivante, il adhère au groupe Sécession viennoise où il retrouve d'anciens élèves et une pensée moderne en butte contre le style académique.
Architecte à succès, il avait aussi une vie privée mouvementée. Il eut deux enfants de Sophia Paupie (1840-1912), Otto (1864-1945) et Robert (1865-1954), adoptés en 1882. Sous la pression de sa mère, il épouse Josefine Domhart en 1863 avec qui il a deux enfants, Susanne et Margarete. Il divorce en 1880, peu après la mort de sa mère et épouse en secondes noces quatre ans plus tard Louise Stiffel dont il aura trois enfants, Stefan, Louise et Christine. Il semble avoir reporté son adoration pour sa mère sur sa deuxième femme de 18 ans plus jeune que lui.

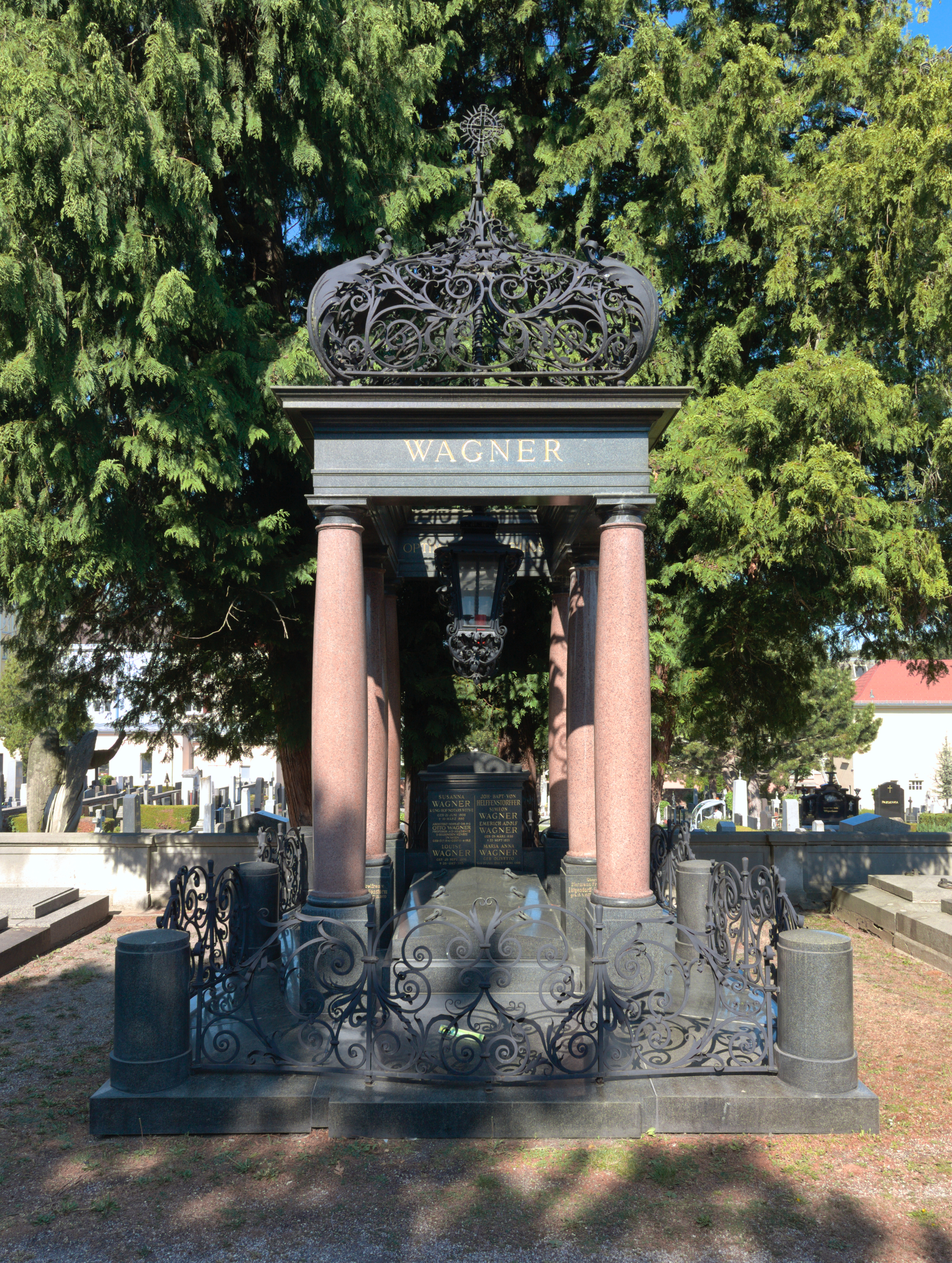
Tombe au cimetière de Hietzing.

Le 11 avril 1918, Otto Wagner meurt, âgé de 76 ans, dans son appartement de Neubau, 4 Döblergasse, immeuble qu'il avait fait construire en 1912. Il repose au cimetière de Hietzing, dans une tombe conçue par ses soins.

## Postérité
- En 1925, la place située devant la Banque nationale autrichienne, à Alsergrund a été rebaptisée place Otto-Wagner.
- En 1930, un monument à sa mémoire fut érigé, enlevé pendant la Deuxième Guerre mondiale et remonté depuis 1959 près de l'académie des beaux-arts.
- Depuis 1985, Otto Wagner figurait sur les billets de 500 schillings.
- L'hôpital qu'il fit construire sur les hauteurs de Baumgarten (Penzing) fut rebaptisé en 2000 hôpital Otto-Wagner. L'église Saint-Léopold qui s'y trouve est communément appelée église Otto-Wagner.
- Une des deux anciennes entrées de la station de métro Karlsplatz à Vienne est appelée pavillon Otto-Wagner.

## Œuvres

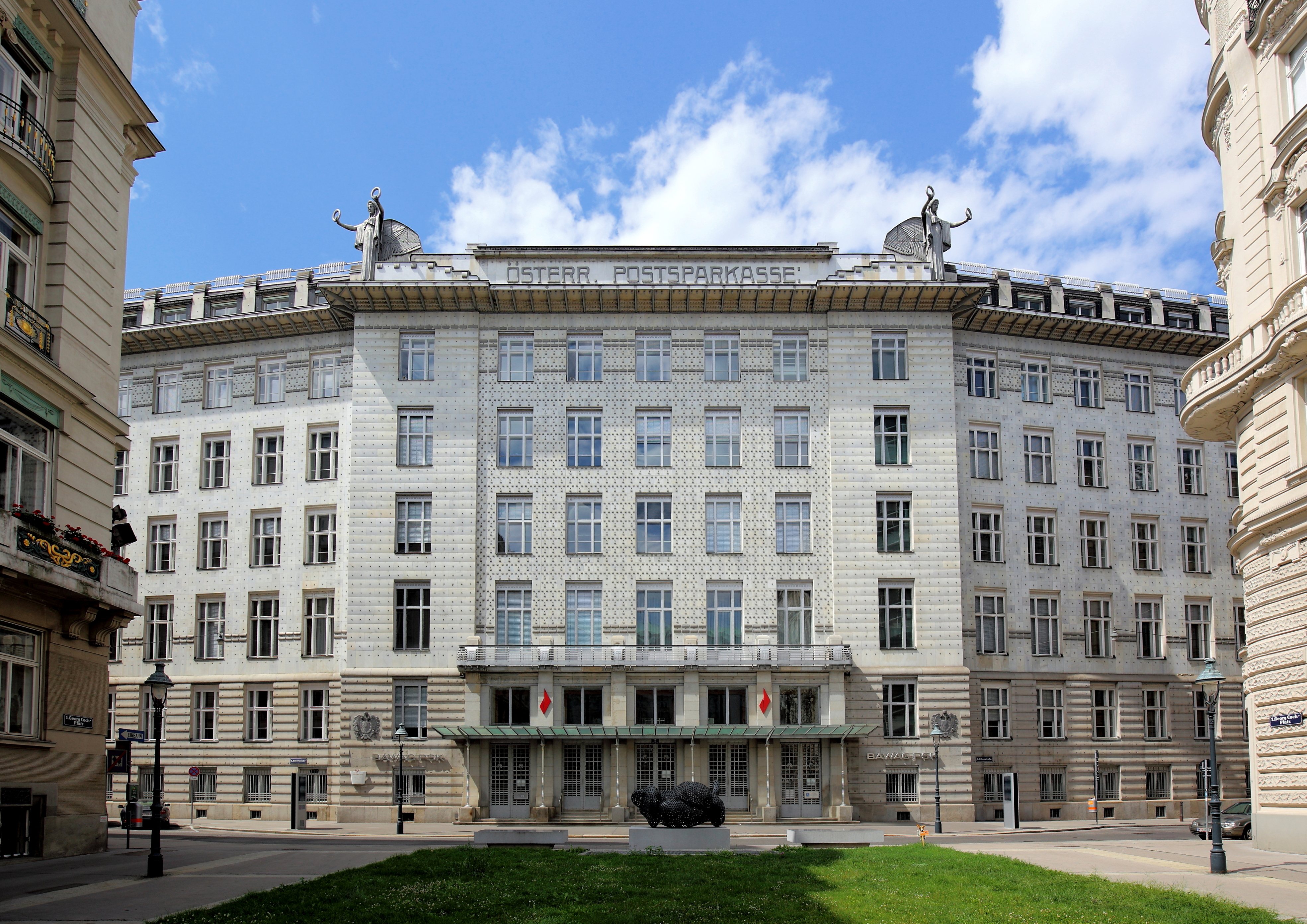
La Caisse d'épargne de la poste de Vienne (Wiener Postsparkasse), 1906.

À partir de 1898, les éléments typiques de l'historicisme se font de moins en moins présents dans ses réalisations et il entre dans une période sécessionniste comprenant notamment des ornements de grande taille pour lesquels il est connu. Avec le temps, ses constructions se font de plus en plus simples et de plus en plus fonctionnelles dans leurs formes. Wagner peut ainsi être considéré comme un ancêtre de la Nouvelle Objectivité. Sa seconde villa conçue en 1905 mais réalisée en 1912-1913 à Hütteldorf ainsi que la Lupusheilstätte et son dernier immeuble à Neubau en sont de parfaits exemples.
Le bâtiment de la Caisse d'épargne de la poste de Vienne lui apporta une grande reconnaissance. Il n'y utilisa pas seulement les matériaux les plus modernes comme le béton armé et l'aluminium, mais il réussit à faire la synthèse entre esthétique et fonctionnalité. 
Tous les projets de Wagner ne furent pas achevés. Par exemple, son projet préféré ne fut qu'en partie réalisé. Il s'agissait de transformer l'avenue qui part du centre-ville en direction de Schönbrunn en longeant la Vienne, en une avenue luxueuse. Seuls quelques bâtiments au niveau de Naschmarkt furent construits. Plusieurs projets d'un musée municipal restèrent aussi à l'état d'ébauches. Un musée fut construit plusieurs décennies plus tard mais pas selon les plans de Wagner.
Il écrivit aussi des livres théoriques sur l'art, particulièrement sur l'urbanisme en général. En 1893, il remporta un prix d'urbanisation de la ville de Vienne. En 1894, il succéda à Karl von Hasenauer comme professeur à l'académie des beaux-arts. Cette année-là, il reçut la mission de réaliser l'architecture du métro de Vienne. 1898 il réalisera sa première habitation Art Nouveau qui se nomme la Maison Majolica.
Otto Wagner forma plusieurs architectes de renom, parmi eux Josef Hoffmann, Emil Hoppe, Rudolf Schindler, Otto Schönthal et Marcel Kammerer faisaient partie de ses proches. Il influença en outre Jan Kotěra, Joseph Maria Olbrich, Jože Plečnik, Hubert Gessner (de), Max Fabiani, Karl Pirich (de), Ernst Lichtblau (en) et bien d'autres. 

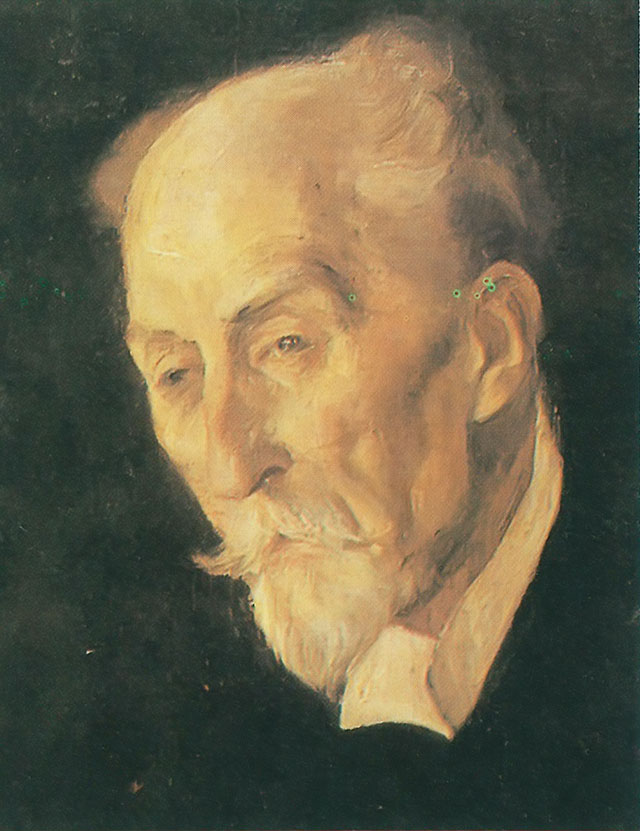
Otto Wagner en 1904.

Tout au long de sa vie, Otto Wagner reçut plusieurs prix et titres. Il était architecte, conseiller à la cour impériale, professeur à l'académie des beaux-arts de Vienne, président d'honneur de la Société des architectes autrichiens, président d'honneur de la fédération des artistes autrichiens, membre d'honneur du Royal institue of british architects à Londres, membre d'associations d'architectes à Saint-Pétersbourg, Bruxelles et Amsterdam, ainsi qu'au Portugal, en Hongrie et au Canada, membre d'honneur de l'American institute of architects et vice-président des Congrès artistiques internationaux.

### DieGrossstadt (La métropole)
La « Grossstadt » (ou « Groẞstadt », grande ville) est le concept principal d'Otto Wagner qu'il développe lors de son cours à l'Université Colombia. Il est ensuite publié sous la forme du livre éponyme Die Grossstadt. Il représente sa conception de la ville moderne (fondée sur les plans de la ville de Vienne). C'est une ville à croissance illimitée, formée par un centre et des voies qui partent de ce centre pour se prolonger indéfiniment.
Pour lui, le principal problème à résoudre pour sa ville moderne est celui des transports. Dans le plan qu'il avait conçu pour le réaménagement de Vienne, c'est son tramway (le Stadtbahn) qui l'aura le plus bouleversé dans ses conceptions et conduit vers son idée de la modernité.
Enfin, dans sa ville moderne, Wagner prévoyait des avenues larges de 80 mètres et de longueur variable, basées sur un module de 5×80, 6×80... Il voulait construire de manière égalitaire pour une société démocratique.

### Principales réalisations

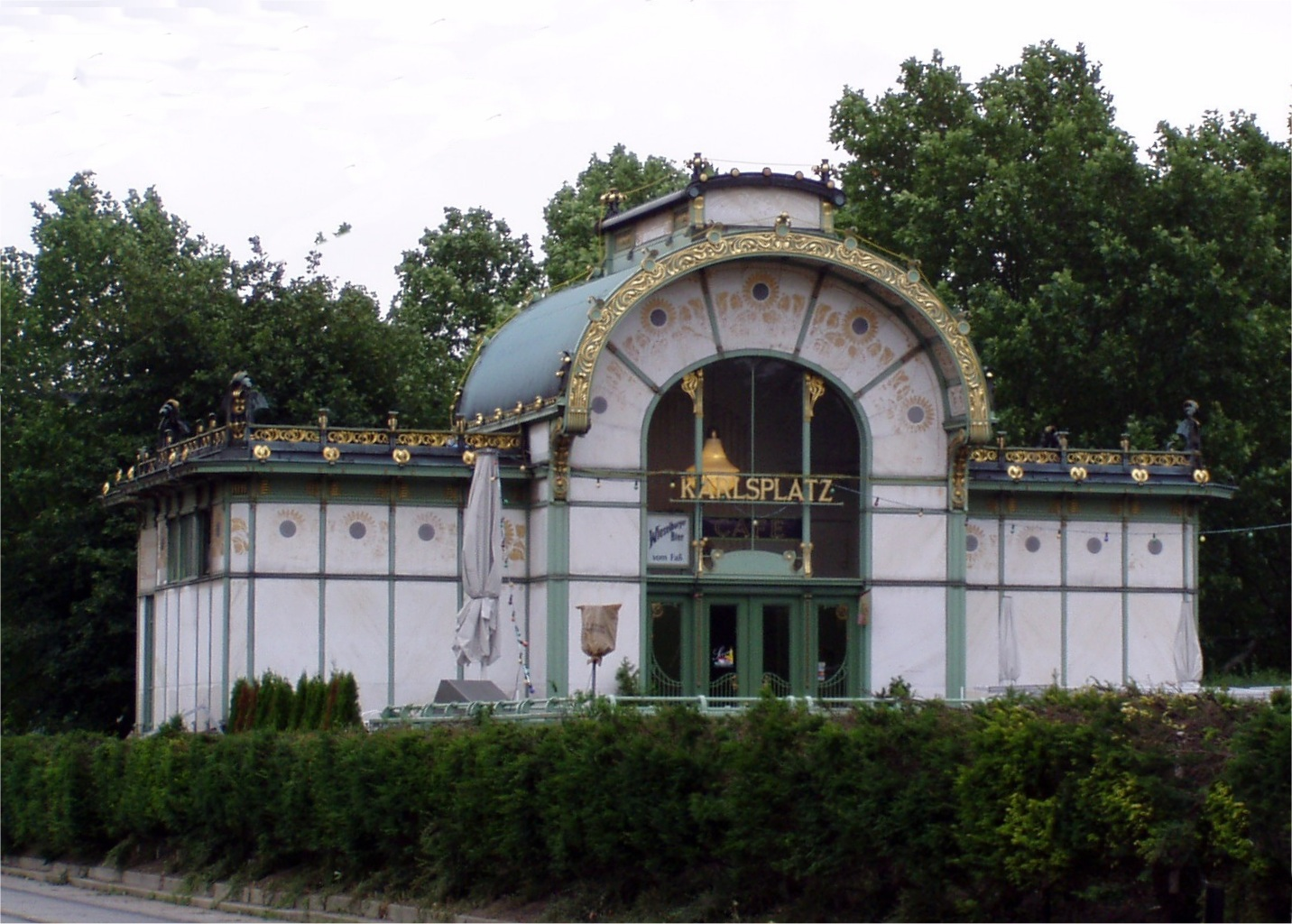
Une entrée de la station de métro Karlsplatz (aujourd'hui café), 1898, Vienne.
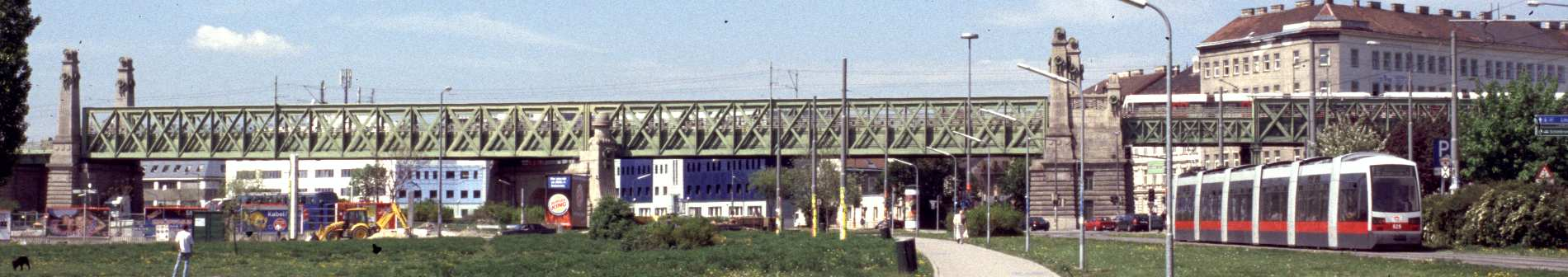
Pont du métro 6 à Wienzeile, Vienne.
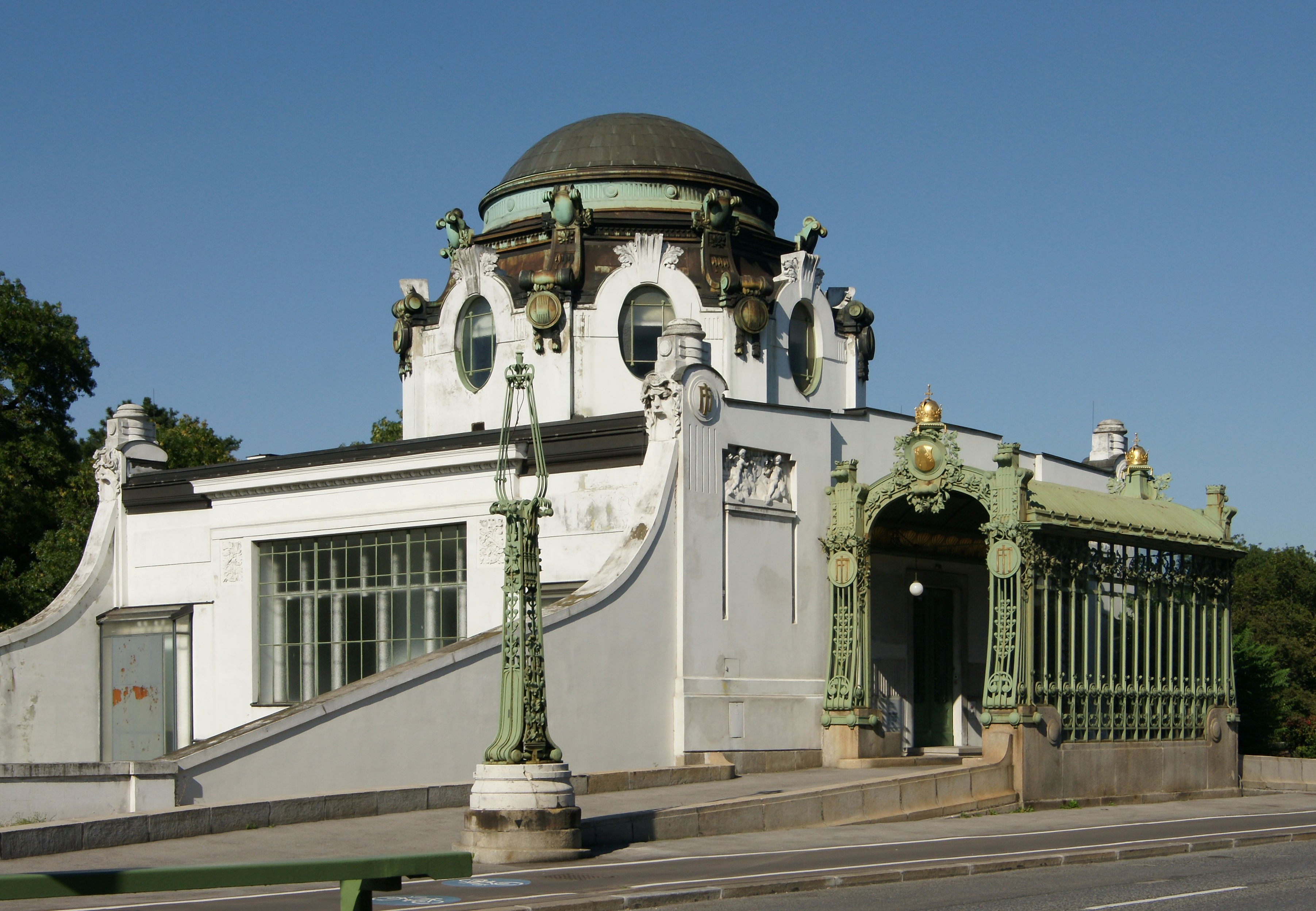
Pavillon des k.u.k. Allerhöchsten Hofes à Vienne-Hietzing, 1899.
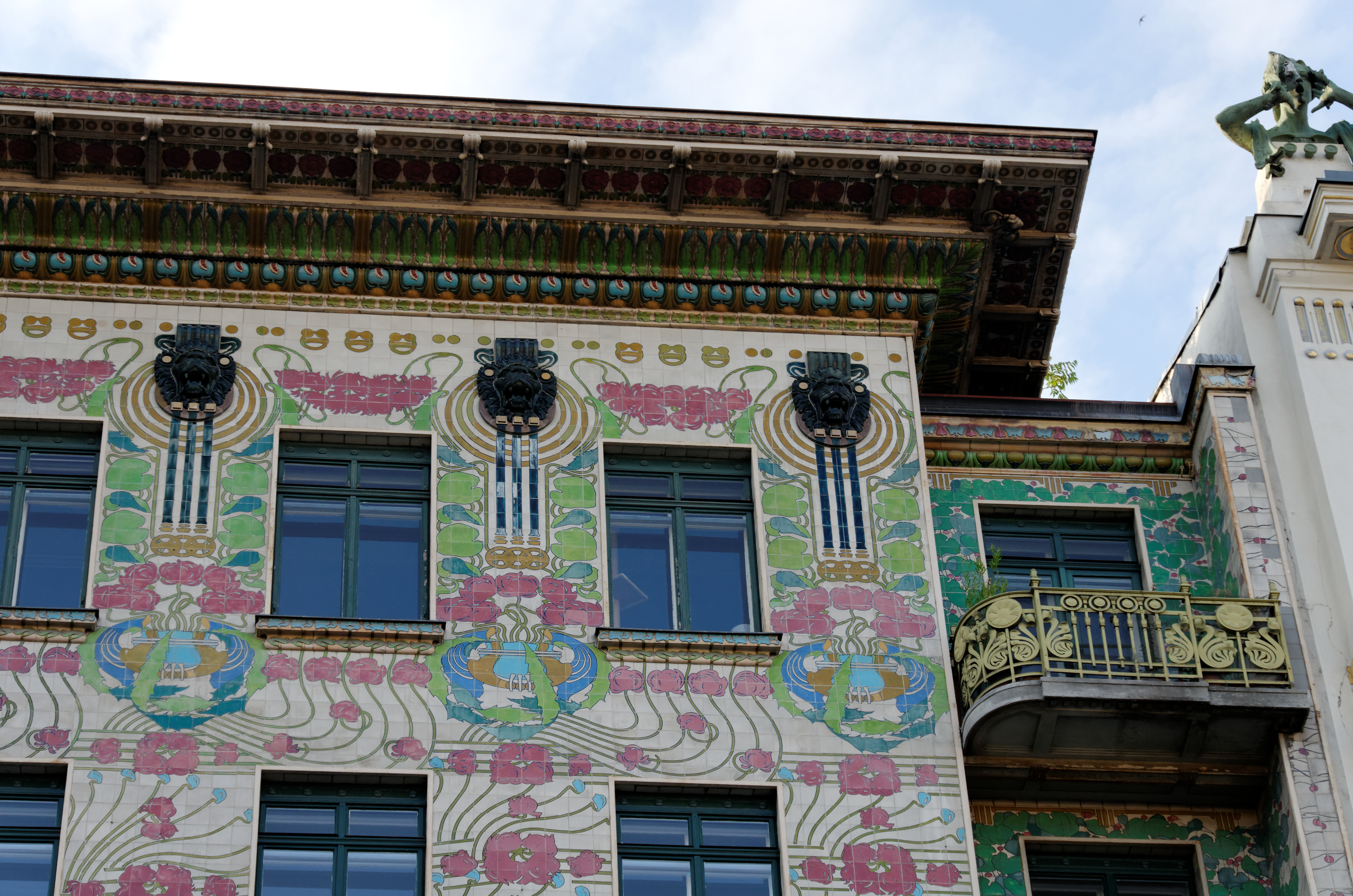
Majolikahaus (Maison des majoliques), 40 Linke Wienzeile. Détail de la façade, 1898.
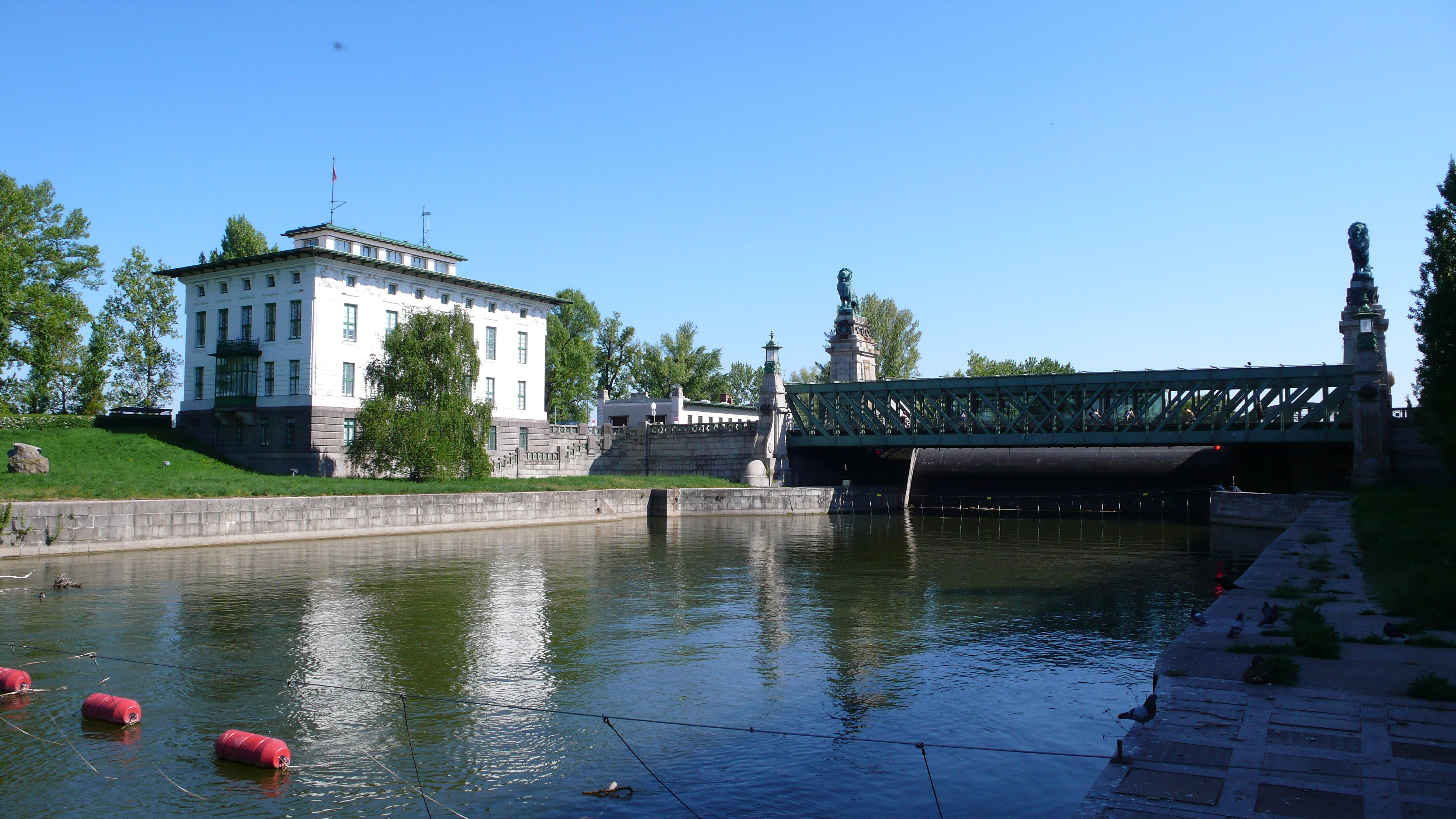
Barrage sur le Danube à Vienne-Nussdorf (Nussdorfer Wehr), 1899.
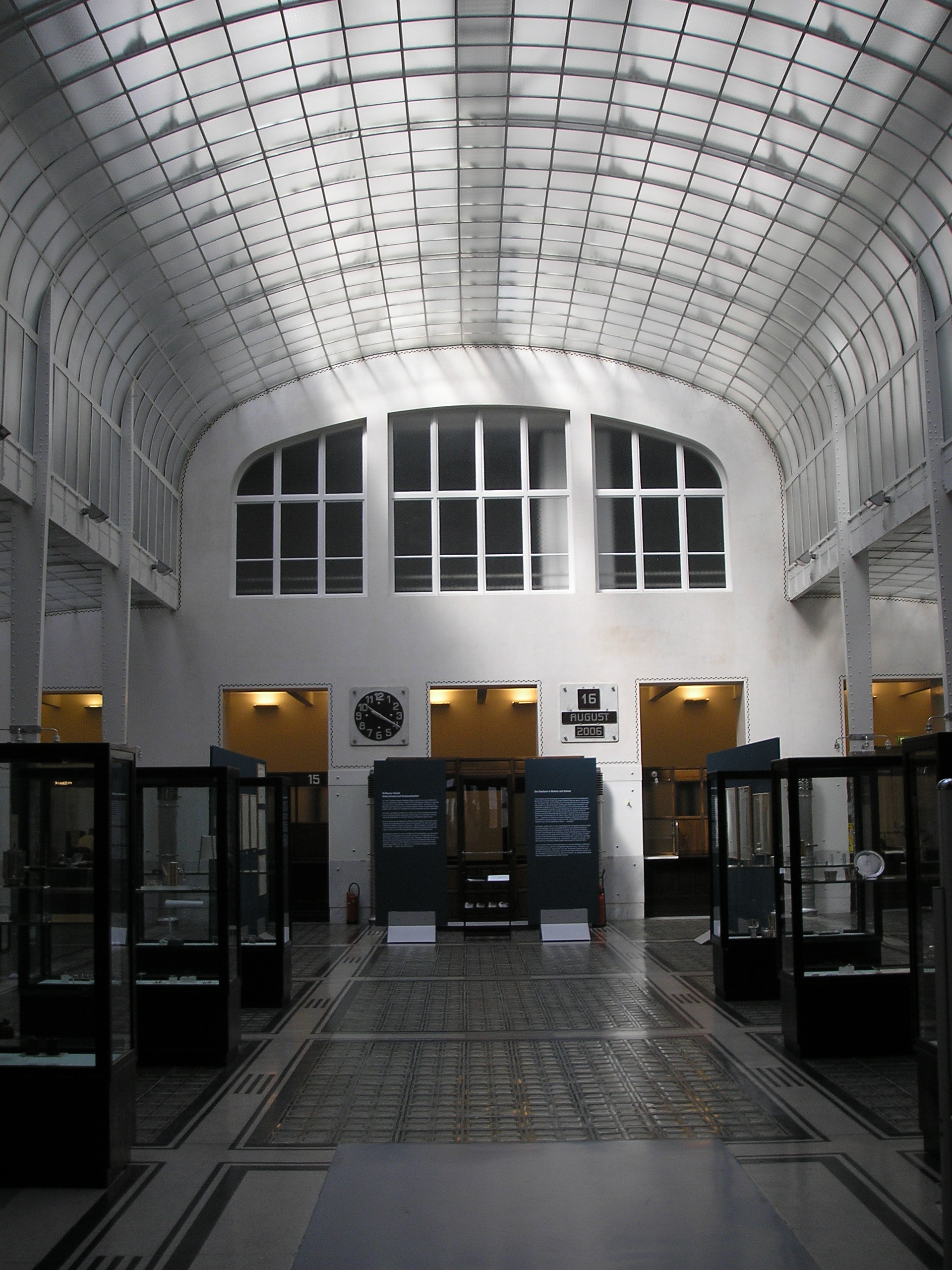
Caisse d'épargne de la poste (1906) : Hall principal
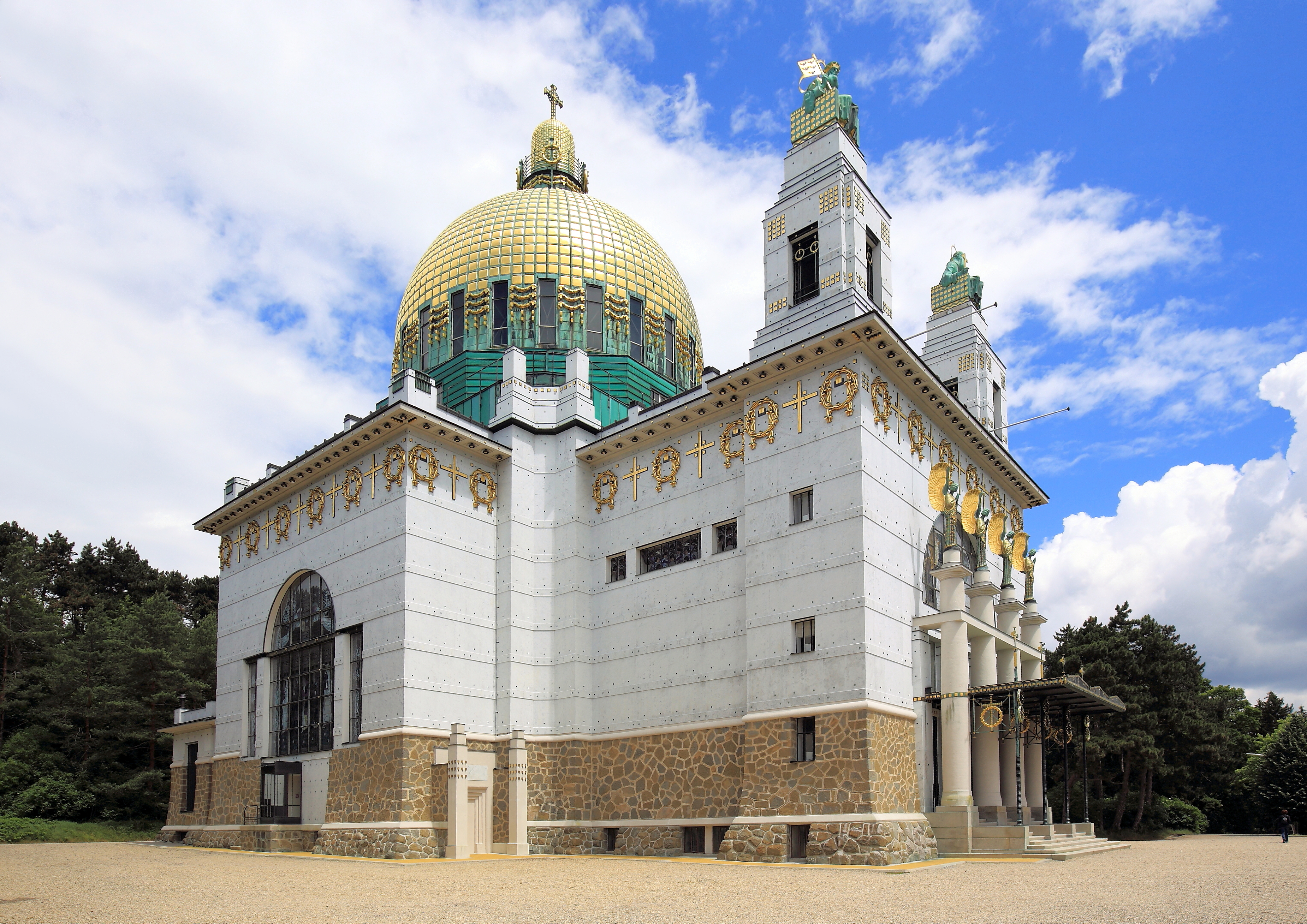
Église Saint-Léopold am Steinhof 1903-1907, Vienne.
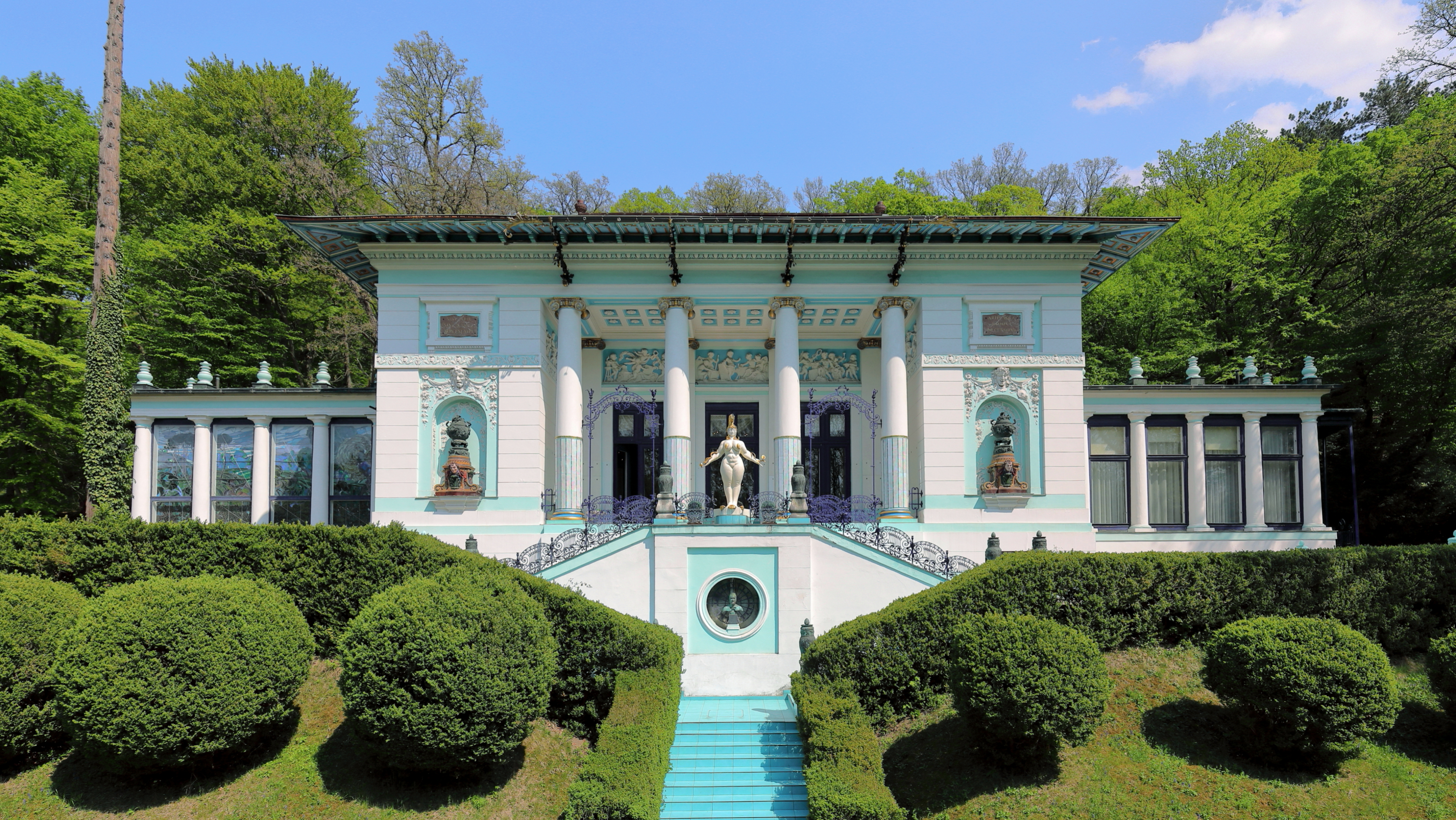
Première Villa Wagner 1886-1888
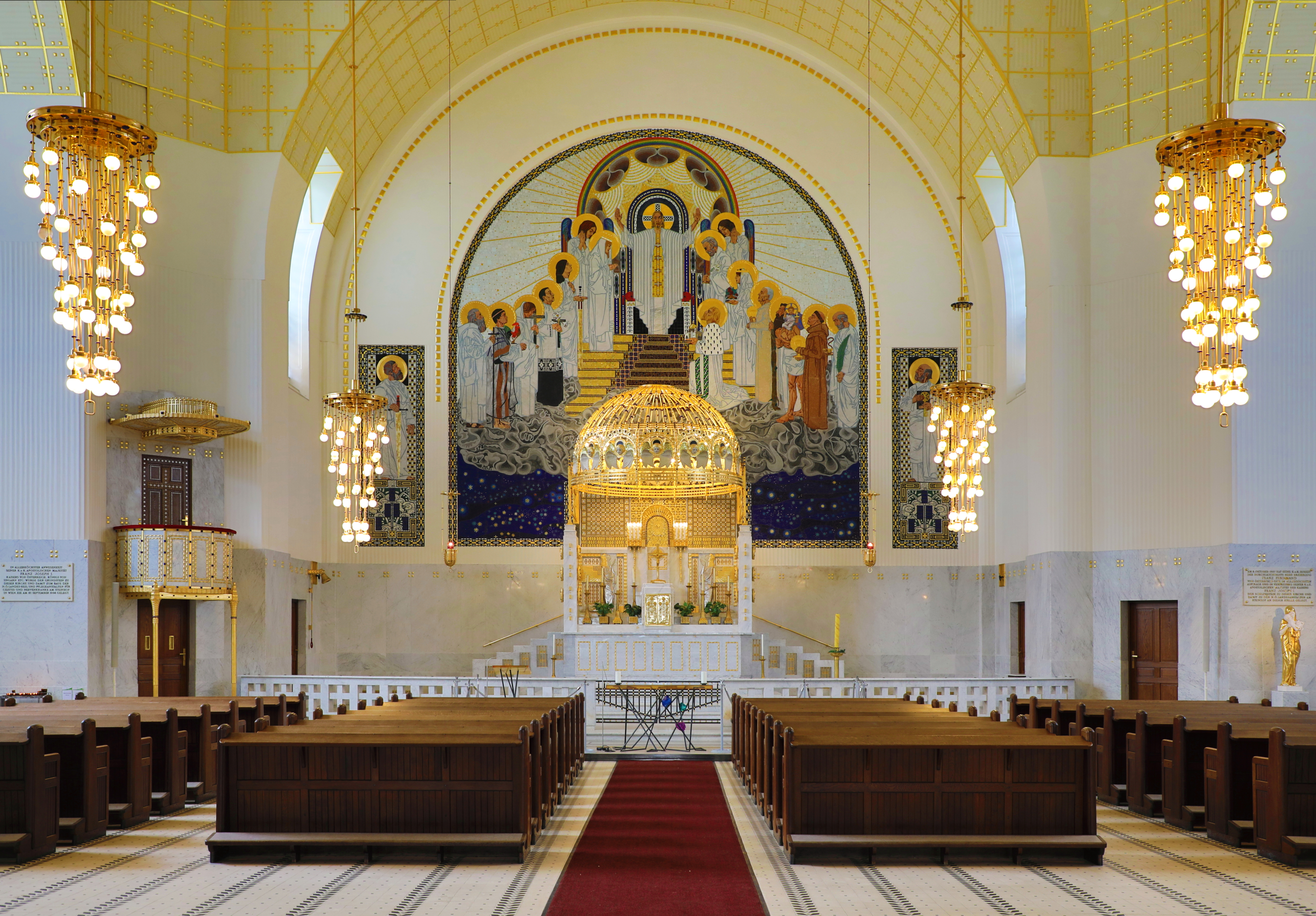
Église am Steinhof (vue intérieure) 1904-1907
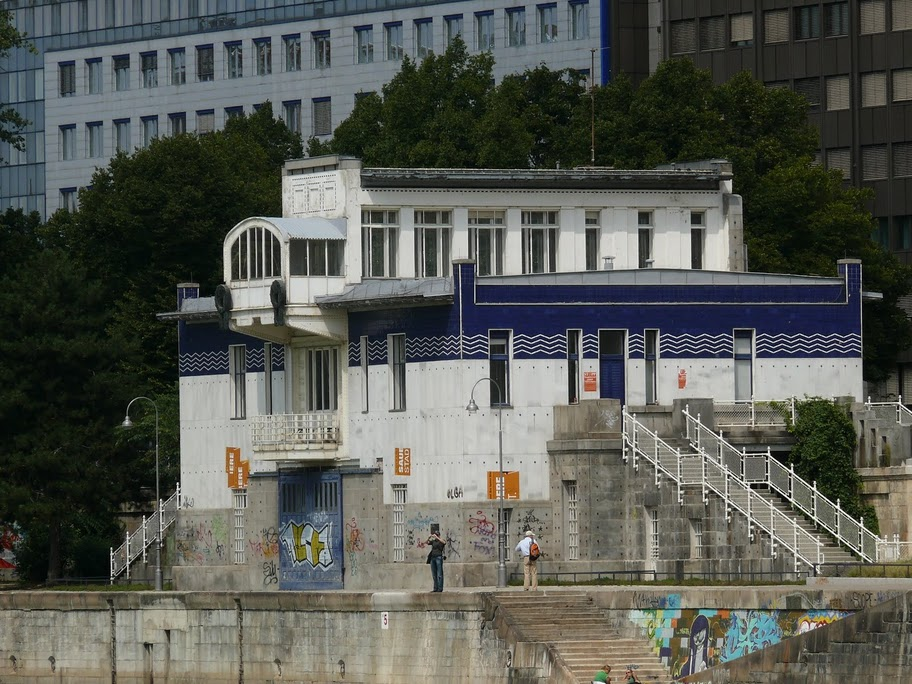
"Schützenhaus" sur le canal du Danube, Vienne 1904-1908

- Synagogue orthodoxe de Budapest, rue Rumbach (1873)
- Immeuble d'habitation à Vienne, Schottenring (1877)
- Immeuble d'habitation à Vienne, Rathausstrasse (1880)
- Immeuble d'habitation à Vienne, Stadiongasse (1882)
- Banque autrichienne des Länder, Vienne, Hohenstaufengasse (1884)
- Première villa Wagner à Vienne, Hüttelbergstrasse (1886)
- Immeuble d'habitation à Vienne, Universitätsstrasse (1887)
- Immeuble d'habitation Zum Anker à Vienne, Spiegelgasse (1894)
- Barrage sur le Danube à Nussdorf à la frontière de Vienne (1894)
- Immeuble d'habitation à Vienne, Rennweg (1889)
- Le Stadtbahn viennois, système ferroviaire métropolitain, aujourd'hui intégré dans le réseau du métro 6 (1894-1902)
- la station de métro Karlsplatz (1898)
- la maison des majoliques ou Majolikahaus (1898-1899)
- la Maison aux médaillons ou Musenhaus, Linke Wienzeile 38 (1898-1899)
- la Caisse d'épargne de la poste (Postsparkasse) (1904-1912)
- l'église Saint-Léopold am Steinhof (1903-1907)
- le pavillon de l'écluse de Kaiserbad (1906-1907)
- la seconde villa Wagner (1912)

## Élèves
- Leopold Bauer
- Josef Chochol
- Max Fabiani
- Josef Hoffmann
- Jan Kotěra
- Joseph Maria Olbrich
- Jože Plečnik